# Назаркино (Кугарчинський район)
Наза́ркино (рос. Назаркино, башк. Назаркин) — село у складі Кугарчинського району Башкортостану, Росія. Входить до складу Максютовської сільської ради.
Населення — 220 осіб (2010; 216 в 2002).
Національний склад:
- росіяни — 74%